# Synagogen-Gemeinde zu Magdeburg

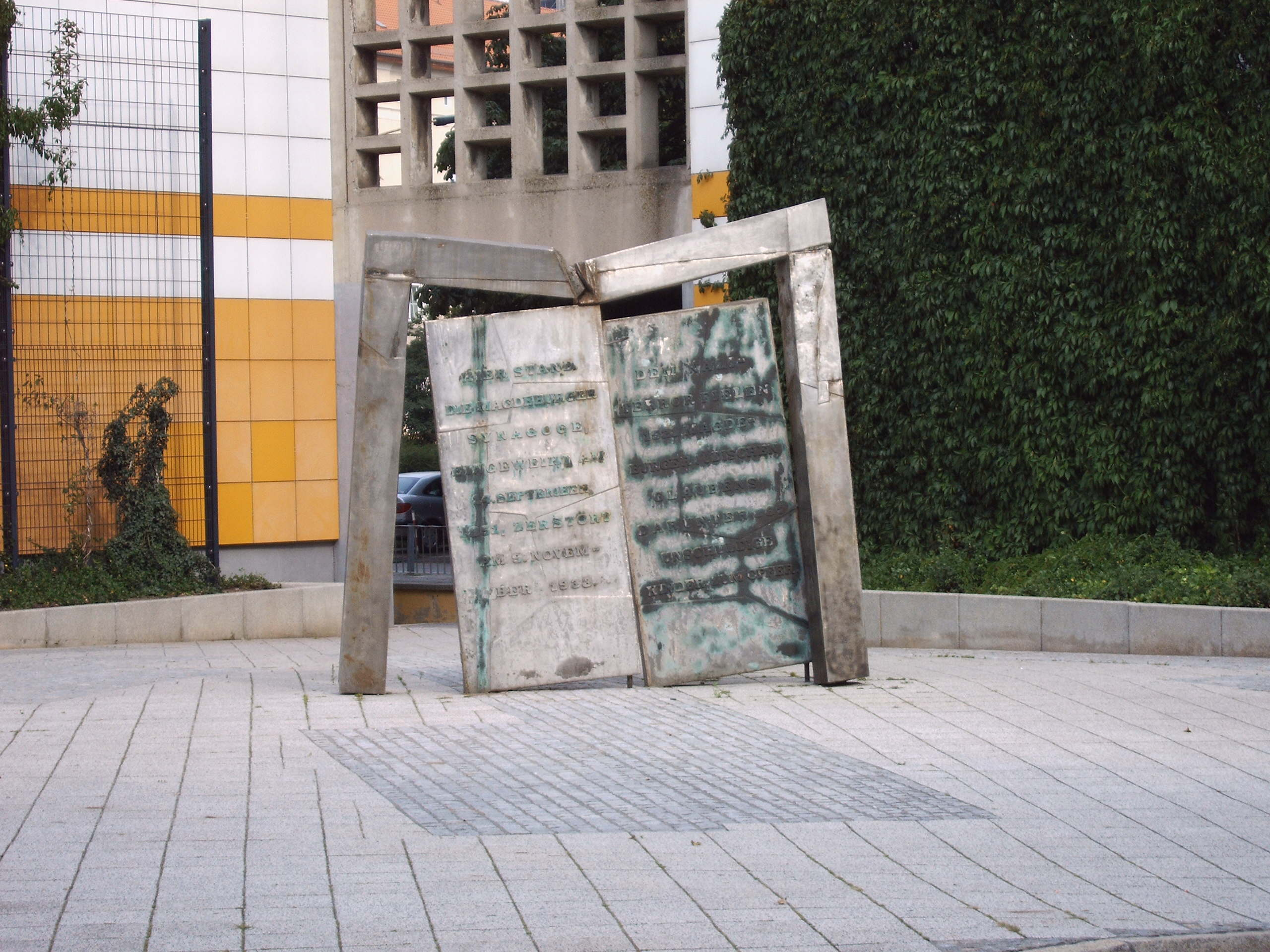
Mahnmal an die Zerstörung der Synagoge, errichtet 1988

Die Synagogen-Gemeinde zu Magdeburg K.d.ö.R ist die älteste jüdische Gemeinde in Mitteldeutschland. Sie steht mit Unterbrechungen für eine über tausendjährige Geschichte der Juden in der Stadt Magdeburg. Langjähriger Vorstandsvorsitzender der Gemeinde war der im Jahr 2022 verstorbene Wadim Laiter (1963–2022). Seit Dezember 2024 hat Inessa Myslitska das Amt inne.
Neben der hier beschriebenen orthodoxen Synagogen-Gemeinde zu Magdeburg existiert die „Liberale Jüdische Gemeinde zu Magdeburg e.V.“.

## Geschichte

### Von den Anfängen um 965 bis in das 15. Jahrhundert
Eine jüdische Gemeinde Magdeburg wird in einer Urkunde Kaiser Ottos I. aus dem Jahre 965 erwähnt; sie unterstand dem Mauritiuskloster. Otto II. bestätigte dies dem Bischof von Magdeburg noch einmal 973. Die jüdischen Kaufleute im Ort nutzten die schiffbare Elbe als wichtigen Handelsweg. Dann folgten immer wieder mörderische Verfolgungen, zum ersten Mal ab 1096 während des Ersten Kreuzzuges, 1146 in einer zweiten Welle. Das „Judendorf“ lag außerhalb der Stadt – nahe der alten Sudenburg – durch Graben und Tor geschützt; dort gab es eine erste Synagoge. Im Jahre 1261 wurde das „Judendorf“ vom klammen Erzbischof Ruprecht von Querfurt geplündert und zerstört. Die jüdischen Bewohner wurden gefangengesetzt und erst gegen Zahlung eines hohen Lösegelds freigelassen. Eine der bekanntesten Persönlichkeiten aus dem 13. Jahrhundert ist Rabbiner Chajim Paltiel ben Jacob bei dem allerdings unklar ist, ob er als Entscheider in den Responsen des Rabbi Meir von Rothenburg und anderen erwähnt wird. Belegt ist, dass Rabbi Meir von Rothenburg sich an Rabbi Chajim Paltiel in einem Responsum direkt wendet. In der Lemberger Ausgabe (1860) ist in Responsum 476 überliefert, dass Meir von Rothenburg die „Edlen und Vorsteher der Gemeinde Magdeburg“ adressiert.
1302 überfiel es der Stadtmob wiederum, erschlug mehrere Bewohner und plünderte die Behausungen. Dennoch kehrten die Juden immer wieder zurück.
Erzbischof Ernst II. von Sachsen zwang die Juden 1493, die Stadt endgültig zu verlassen; ihre bewegliche Habe durften sie mitnehmen, für ihren Grundbesitz wurden sie entschädigt. Damit erlosch die jüdische Gemeinde Magdeburgs für 200 Jahre. Das Dorf hieß nun „Mariendorf“. Eine der ältesten jüdischen schriftlichen Überlieferungen ist eine Thora-Rolle der Magdeburger Juden aus dem 14. Jahrhundert, die sich heute in der Bibliothek in Wolfenbüttel befindet.

### Von 1705 bis 1945
Erst im Jahr 1703 wurde wieder eine Ansiedlung von jüdischen Händlern aus Halberstadt in der Suderburg und 1705 des Schutzjuden Abraham Liebermann als Hoffaktor in der nun preußischen Stadt erlaubt. Eine größerer jüdischer Zuzug folgte erst zu Beginn des 19. Jahrhunderts. Die ersten Betstuben befanden sich in der Kleinen Münzstraße und der Prälatenstraße. Mitte des 19. Jahrhunderts zählte die jüdische Gemeinde etwa 800 Mitglieder.
Die Gemeinde erwarb 1816 den großflächigen Friedhof am Fermersleberweg im Stadtteil Sudenburg (heute Stadtteil Leipziger Straße). Mehrere Steine des mittelalterlichen Begräbnisplatzes wurden aufgestellt, der bereits im 13. Jahrhundert nahe der Elbe bei Buckau („Judenkever Buckau“) lag und nach der letzten Vertreibung der Magdeburger Juden eingeebnet worden war. Nur ein einziger Grabstein aus dem Jahre 1269 ist noch erhalten.
Die Gemeinde weihte am 14. September 1851 ihre Synagoge in der Großen Schulstraße (heute Julius-Bremer-Straße) ein. Ludwig Philippson wirkte hier als Rabbiner und Schullehrer.
Zur Feier des 25-jährigen Jubiläums der Synagoge schrieb die Allgemeinen Zeitung des Judentums:
»Nach einer Introduktion der Orgel mit Instrumentalbegleitung wurde Mah tobu recitirt, Psalm 84 in Responsen vom Vorbeter und der Gemeinde abgesungen und nach einem Männerquartett hielt Herr Rabbiner Dr. Rahmer die Festpredigt in ergreifender Weise. Dann wurden unter der gewöhnlichen Liturgie die Thorarollen ausgehoben und ein Umzug mit ihnen vollzogen. Hiernach fand eine Seelengedächnißfeier für die während des verflossenen Zeitraumes dahingeschiedenen Vorsteher und Mitglieder der Gemeinde statt und das Gebet für König und Vaterland und das große Halleluja von Handel bildeten den Schluss.«
Im Jahr 1910 lebten in Magdeburg 1.843 Juden und Jüdinnen; 1925 waren es 2.361 Personen. An die jüdischen Gefallenen des Ersten Weltkrieges aus der Gemeinde erinnert ein Denkmal auf dem alten jüdischen Friedhof. Die Namen der gefallenen jüdischen Soldaten befanden sich auch auf zwei Gedenktafeln rechts und links neben dem Torahschrank:
Im Weltkriege 1914–1918 starben aus unserer Gemeinde für das deutsche Vaterland: Vizefeldwebel Walter Asch, Landsturmmann Oskar Abraham, Musketier Alfred Bendix, Musketier Max Ehrlich, Leutnant Arthur Gabbe, Gefreiter Willi Grünbaum, Musketier Herbert Henschel, Unteroffizier Ernst Jacoby, Gefreiter Max Katz, Musketier Max Koch, Vizewachtmeister, Otto Lichenheim, Musketier Max Levy, Feuerwerker Ernst Lewy, Musketier Julius Marwilsky, Gefreiter Curt Moses, Unteroffizier Julius Oppel, Unteroffizier Erich Heinemann, Infanterist Leon Hoder, Offiziers-Aspirant Curt Proskauer, Gefreiter Siegmund Pels, Gefreiter Ernst Philippson, Schütze Walter Rosener, Unteroffizier Curt Rogazinski, Gefreiter Max Rubert, Landsturmmann Georg Rosenblatt, Unteroffizier Alexander Rosenfeld, Leutnant Walter Salomon, Musketier Ernst Salomon, Offiziers-Stellvertreter Ludwig Schild, Unteroffizier Hans Schmidt, Unteroffizier Arthur Wolff, Landsturmmann Hermann Weinzweig, Gefreiter Leo Zamory, Gefreiter Louis Grunsfeld, Reservist Martin Freiberg, Unteroffizier Hans Herzberg.
Die Mitglieder der Gemeinde organisierten sich in zahlreichen Vereinigungen. So gab es früh (gegründet 1885) die Mendelssohn Loge XII 357, den entsprechenden Frauenverbund der Loge, einen Verein für jüdische Geschichte und Literatur, eine Ortsgruppe der Zionistischen Vereinigung, den Ostjüdischen Hilfsverein, einen Verein für Wanderfürsorge, den Central-Verein deutscher Staatsbürger jüdischen Glaubens und den Bund deutsch-jüdischer Jugend. Ortsgruppen von Der Ring (ab 1936 Bund Jüdischer Jugend), und des Reichsbunds jüdischer Frontsoldaten, dessen Sportvereinigung Der Schild gründeten sich ebenfalls. Das Jüdische Wochenblatt für Magdeburg und Umgegend erwähnt 1932 auch einen Walther Rathenau-Club. Orthodoxe Beter organisierten sich in den Vereinigungen „Ahawas Reim“ („Nächstenliebe“ in der Blauebeilstraße 12) und die orthodoxe Jüdische Vereinigung „Achduth“ („Einheit“) mit einer Betstube in der Straße Im Katzensprung.
Neben den Vereinen sorgte eine große Anzahl von Stiftungen für eine Versorgung von Kranken und Bedürftigen. Die Gotthold Simon-Stiftung und die Juliu und Sara Wiesenthal-Stiftung unterstützten etwa junge Frauen, die einen Beruf erlernen wollten. Die Kaufmann-Stiftung betrieb eine Ferienkolonie, die Gustav Heynemann-Stiftung versorgte alte Menschen und erwarb ein Grundstück für die Einrichtung eines Elternheims in der Arndstraße (Hausnummer 5). Die Gebrüder Friedeberg-Stiftung unterstützte fünf jüdische und fünf christliche Familien.
Von 1906 bis 1939 amtierte Rabbiner Dr. phil. Georg Wilde (1877–1949) als Gemeinderabbiner, er war Mitglied des Allgemeinen Rabbinerverbandes Deutschlands und der Vereinigung der liberalen Rabbiner Deutschlands. Von ihm erschien u. a. die Predigtsammlung Religiöse Bilder (1914). Im Ersten Weltkrieg diente er als Feldrabbiner bei der 4. Armee. Für die jüdischen Soldaten veröffentlichte er „Aus den Sprüchen der Väter“ und gemeinsam mit anderen Rabbinern das Büchlein „Sabbatgedanken für jüdische Soldaten“. Auf Rabbiner Wilde ging auch die Publikation einer Feldbibel zurück.

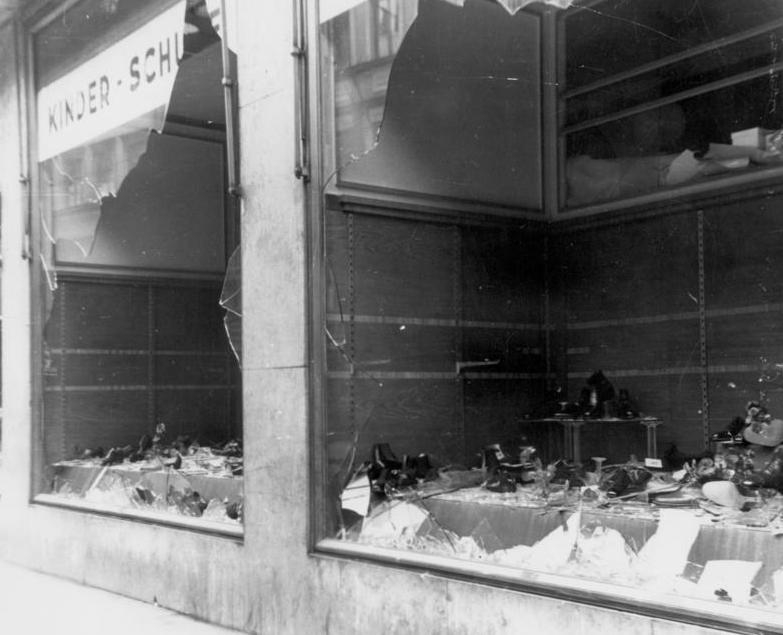
Zerstörtes jüdisches Schuhgeschäft nach der Pogromnacht, Magdeburg, November 1938

Um 1925 gab es über 2300 Juden in Magdeburg. Eine Besonderheit war der Circus Blumenfeld. Der Lehrer Julius Philippson ging in den Widerstand und wurde verhaftet. In der Pogromnacht vom 9. November 1938 wurde die große Synagoge zerstört und viele Geschäfte geplündert. Das Warenhaus der Gebrüder Barasch wurde 1936 arisiert wie viele andere Unternehmen. Der seit 1923 pensionierte angesehene jüdische Altsprachenlehrer Robert Philippson wurde 1942 im Alter von 84 Jahren noch deportiert. Insgesamt wurden in der Zeit des Nationalsozialismus mehr als 1500 Magdeburger Juden umgebracht.
Der Gemeinderabbiner Dr. Wilde wurde am Morgen nach der Pogromnacht von der Gestapo abgeholt und für 11 Tage in das Konzentrationslager Buchenwald gebracht. Der damalige britische Oberrabbiner Joseph Hermann Hertz setzte sich für Wilde ein und so konnte dieser im März 1939 mit seiner Ehefrau nach England flüchten.
Siehe auch: Liste der Stolpersteine in Magdeburg

### Nach 1945

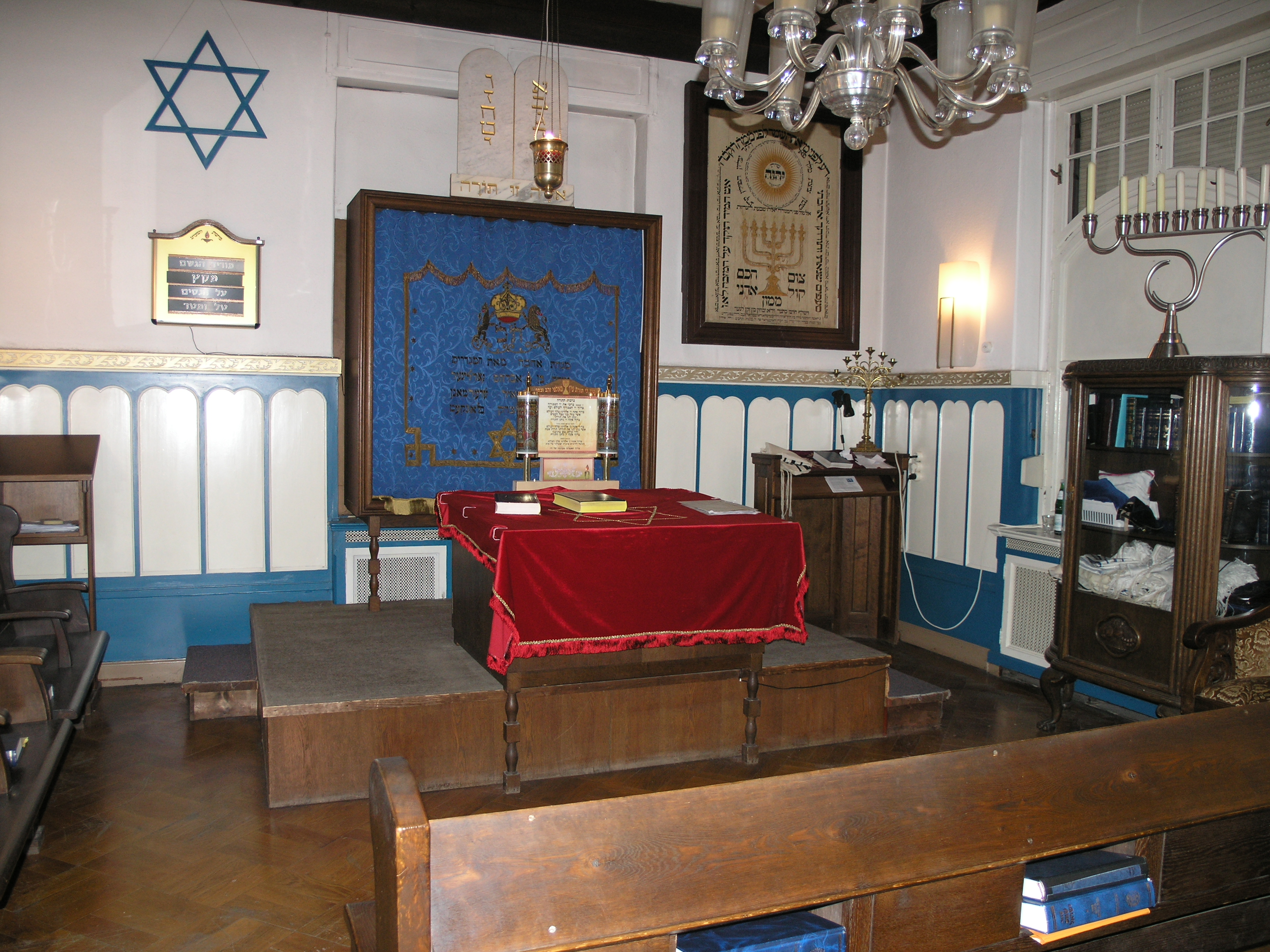
Blick in den Betsaal in der Gröperstraße

Nach dem Krieg gründete sich 1946 eine jüdische Synagogengemeinde neu mit etwa 120 Mitgliedern, die ihre Gottesdienste in verschiedenen Räumlichkeiten abhielt: von 1950 bis 1965 in der Klausener Straße als Synagoge und Verwaltungsgebäude. Der Vorsitzende Otto Karliner floh wegen der stalinistischen Verfolgung 1953 in den Westen. Die Synagogengemeinde Magdeburg – in der DDR eine von acht Gemeinden – hatte Anfang der 1980er Jahre nur noch etwa 20 Mitglieder. In den 1990er Jahren wuchs sie durch jüdische Zuwanderer aus den GUS-Staaten erheblich an; 1997 waren es ca. 160, 2005 knapp 700 Mitglieder. Inzwischen (2024) liegt die Zahl bei 382. Von 1968 bis 2023 befand sich das Gemeindezentrum in der Gröperstraße (Hausnummer 1); hier war auch der Landesverband jüdischer Gemeinden Sachsen-Anhalts untergebracht. Eine neue Synagoge für die Einheitsgemeinde wurde ab 2022 errichtet und wurde am 10. Dezember 2023 eingeweiht.
In der Nähe der ehemaligen Synagoge ließ die Stadt im November 1988 ein Mahnmal des Künstlers Josef Bzdok errichten.

## Einzelbelege
1. ↑  Antijüdischer Hass bereitet Sorgen. meine-kirchenzeitung.de, 27. Mai 2025, abgerufen am 28. Juni 2025.
2. ↑  Landesarchiv: Privilegien Kaiser Ottos I. an das Mauritiusstift in Magdeburg, 965. Abgerufen am 8. November 2021.
3. ↑  Siegbert Neufeld: Jüdische Gelehrte in Sachsen-Thüringen während des Mittelalters. In: Monatsschrift für Geschichte und Wissenschaft des Judentums. Band 69, Nr. 5. Frankfurt am Main 1925, S. 285.
4. ↑  Zwischen Offenbarung und Kontemplation – HAB. Abgerufen am 8. November 2021.
5. ↑  Magdeburger Chronik - Magdeburg von 1700 bis 1799. Abgerufen am 8. November 2021.
6. ↑  Compact Memory / Allgemeine Zeitung des Judenthums : ein unpartheiisches Organ für alles jüdische Interesse in Betreff von Politik, Religion, Literatur, Geschichte, Sprachkunde und Belletristik : Jg. 40 (19.9.1876) Heft 38 (19.9.1876). BerlinLeipzig. Heft 38 Seite 613, 1876 (uni-frankfurt.de [abgerufen am 16. April 2023]).
7. ↑  Geschichte jüdischer Gemeinden in Sachsen-Anhalt - Versuch einer Erinnerung, hg. vom. Landesverband Jüdischer Gemeinden Sachsen-Anhalt, Wernigerode 1997, S. 179 f. [1] Michael E. Abrahams-Sprod, Life under Siege: The Jews of Magdeburg
8. ↑  Spanier, Moritz (1923), Geschichte der Juden in Magdeburg, Magdeburg, Seite 44
9. ↑  Spanier, Moritz (1923), Geschichte der Juden in Magdeburg, Magdeburg, Seite 43
10. ↑  Michael E. Abrahams-Sprod, Life under Siege: The Jews of Magdeburg under Nazi Rule (Dissertation, Department of Hebrew, Biblical and Jewish Studies, The University of Sydney, 2006)
11. ↑  Spanier, Moritz (1923), Geschichte der Juden in Magdeburg, Magdeburg, Seiten 40–41
12. ↑  Verband der Deutschen Juden (Hrsg.): Ein Gruss der Feldrabbiner an die jüdischen Kameraden im deutschen Heere zu den Herbstfeiertagen 1915. Goedecke & Gallinek, Berlin, S. 12.
13. ↑  Steffen Honig: NS-Akten bezeugen Raubzug. Abgerufen am 8. November 2021.
14. ↑  Wilde, Georg (1939), Eleven Days in the Concentration-Camp Buchenwald, London
15. ↑  Ulrike Offenberg: Seid vorsichtig gegen die Machthaber : die jüdischen Gemeinden in der SBZ und der DDR 1945-1990. Aufbau-Verlag, Berlin 1998, ISBN 3-351-02468-1, S. 58 f.
16. ↑  Statistik | Zentralwohlfahrtsstelle der Juden in Deutschland e.V. Abgerufen am 26. Juni 2025.
17. ↑  Marlena Wessollek, dpa: Sachsen-Anhalt: Magdeburg hat wieder eine Synagoge. In: Die Zeit. 10. Dezember 2023, ISSN 0044-2070 (zeit.de [abgerufen am 11. Dezember 2023]).